# Comic Relief (banda)
Comic Relief es un grupo de música pop-rock de Zamboanga (Filipinas) que canta en chabacano, un idioma criollo nacido del español e inteligible con este. Tiene el mérito de ser una de las escasísimas manifestaciones musicales de este idioma. Se formó en 2001 con un total de 4 miembros iniciales.

## Miembros
- Jeloh Bangcal, cantante.
- Zack Quijano, guitarrista.
- Randy Ramos, bajista.
- Shilart Anoos , tamborilero.
- Jeff Buhian, batería.

## Historia
En 2001 Jeloh y Zack se conocieron en un cibercafé de Campaner (Zamboanga), donde jugaban juegos en red y a través de Internet. Decidieron crear una banda de rock junto a dos amigos, Mark de León y Ronald Bucoy, dedicada a interpretar canciones de otros grupos, como Tagalo.
En 2004 dieron su primer concierto. Entonces entran nuevos músicos en el grupo: Randy Ramos y Shilart Anoos; juntos ensayan una mayor variedad de canciones, empiezan a componer y se consolidan como grupo musical. Ese año entran en el concurso local RX Band Breakout, que ganan con una canción en inglés, Set Me Free. La canción cogió fama y comenzó a escucharse de manera periódica en la cadena de radio que promocionaba el concurso. A partir del 2007 comienzan a aparecer en YouTube sus primeros vídeos aficionados y videoclips. Para entonces ya ganan en cuantos concursos locales se presentan, incluido el del programa Rhythms of Peace, realizado por Silsilah, una organización social que promueve la paz en Mindanao.
Su primer disco de estudio se titula Sick!!! calor con Calor se Paga, que contiene 10 pistas cantandas en chabacano.